# Колхида (яхта, 1866)
«Колхида» (с 4 (17) июня 1912 года — «Лукулл») — парусно-винтовая шхуна, затем пароход, яхта и посыльное судно Черноморского флота Российской империи, также служившая в составе белого флота.

## Описание судна
Парусно-винтовая шхуна водоизмещением 580 тонн. Длина судна составляла 54,9 метра, ширина — 7,3 метра, а осадка 3 метра. На шхуне была установлена машина двойного расширения мощностью 700 индикаторных лошадиных сил. В качестве движителей использовался 1 гребной винт и паруса. Скорость шхуны могла достигать 11 узлов, а дальность плавания составлять 1400 морских миль. Вооружение судна с 1907 года состояло из двух 37-мм пушек Гочкиса.

## История службы
Шхуна «Колхида» была построена в Англии в 1866 году на заводе «Фергюстон». 31 марта (12 апреля) 1890 года была приобретена Морским ведомством и включена в состав Черноморского флота Росcии.
1 (13) февраля 1892 года шхуна была переклассифицирована в пароход с тем же наименованием. В кампании 1892 и 1893 годов пароход находился в заграничном плавании.
27 сентября (10 октября) 1907 года — в яхту и вооружена двумя 37-мм пушками Гочкиса. Будучи яхтой русского посла, использовалось как стационар в Константинополе. 16 (29) июня 1913 года яхта была исключена из списков судов Черноморского флота и продана частному владельцу.
В кампанию 1914 года яхта была мобилизована и вновь включена в состав Черноморского флота в качестве посыльного судна. 1 мая 1918 года судно было захвачено в Севастополе германскими войсками, в ноябре 1918 года — Добровольческой армией, а в декабре того же года — Антантой. С апреля 1919 года вновь вошло в состав белого флота и находилось в порту на хранении.
Из Одессы в Константинополь на яхте «Лукулл» в начале апреля ушёл командующий Черноморским флотом адмирал Д. В. Ненюков.
14 ноября 1920 года в составе Русской эскадры было уведено в Турцию, где на нём проживал барон Врангель.
Погибло 15 октября 1921 года на рейде Стамбула, протараненное итальянским пароходом «Адриа».

«Адриа» ударила «Лукулл» в борт под прямым углом и, разрезав борт яхты на протяжении более трех футов, отошла задним ходом, вследствие чего в пробоину хлынула вода. Удар пришелся как раз в среднюю часть яхты – нос «Адрии» прошел через кабинет и спальню генерала Врангеля. Никаких мер для спасения людей на пароходе не предприняли: не спустили шлюпки, не подали концы и круги. Вытаскивали из воды моряков турецкие рыбаки.— Широкорад А. Б.
По данным, полученным в 1923 году Максимом Горьким, Голубовская (Елена Феррари) принимала участие в таране яхты П. Н. Врангеля «Лукулл» 15 октября 1921 года. В яхту главнокомандующего, стоявшую в Константинополе на рейде, врезался итальянский пароход «Адриа», шедший из советского Батума. Врангель находился на берегу и не пострадал, погибли мичман П. П. Сапунов, корабельный повар Краса и матрос Ефим Аршинов; при потоплении яхты были утрачены деньги и ценности врангелевской армии. Расследование пришло к выводу о случайности происшествия, в наше время считается, что это было покушением на Врангеля, организованным советской военной разведкой.
В 1932 году на страницах парижской газеты «Возрождение» Н. Н. Чебышёв, сотрудник врангелевской контрразведки, со слов Ходасевича предаёт гласности участие Елены Феррари в таране яхты «Лукулл», назвав, помимо псевдонима, также фамилию «Голубева» (героиня заметки в то время вновь находилась во Франции, что, возможно, стало известно Чебышёву) и особую примету — отсутствие пальца на руке.

## Память
В Русской армии была введена специальная награда Крест для чинов яхты «Лукулл» — утвержден приказом главнокомандующего генералом Врангелем от 3 января 1922 года для чинов погибшей 15 октября 1921 года на рейде Босфора яхты «Лукулл».